# 엘리 골딩
엘레나 제인 "엘리" 골딩(영어: Elena Jane "Ellie" Goulding, 1986년 12월 30일 ~ )은 잉글랜드의 싱어송라이터이다.
2010년 3월 첫 정규 음반 《Lights》로 데뷔했고, 앨범의 여섯 번째 싱글이였던 "Lights"는 미국 빌보드 핫 100 2위까지 오르며 인기를 얻었다. 2012년 10월에는 두 번째 정규 음반 《Halcyon》을 발매했다.

## 생애
엘리 골딩은 잉글랜드 헤리퍼드셔주 킹스턴의 작은 마을 라이온셜에서 4남매 중 둘째 딸로 태어났다.
2010년 3월 엘리의 데뷔 앨범 《Lights》가 발매되어 영국 음반 차트 1위, 아일랜드 음반 차트 6위까지 올랐다. 싱글 〈Starry Eyed〉, 〈Guns and Horses〉, 〈The Writer〉는 각각 영국 싱글 차트 4, 26, 19위까지 올라갔다.
2012년 6월까지 이 음반은 영국에서 약 85만 장, 세계적으로는 160만 장이 팔렸다.
2010년 8월에는 《Lights》의 수록곡들을 리믹스한 EP 음반 《Run Into the Light》을 발매했다. 11월에는 6곡을 새로이 추가한 리패키지 음반 《Bright Lights》을 발매했다. 2011년 3월 발매된 앨범의 6번째 싱글 "Lights"는 미국 빌보드 핫 100 2위까지 오르며 큰 인기를 얻었다.
2012년 10월 8일에는 두 번째 정규 앨범 《Halcyon》이 발매되었다.
2015년 11월 6일에는 세 번째 정규 앨범 《Delirium》이 발매되었다

## 음반 목록
- Lights (2010)
- Halcyon (2012)
- Delirium (2015)